# Gatoch Panom
Gatoch Panom Yiech (30 de noviembre de 1994) es un futbolista profesional etíope que juega como centrocampista en el Newroz S. C. de la Liga de Estrellas de Irak.

## Trayectoria
El 21 de junio de 2017 firmó un contrato de 3 años con el club ruso FK Anzhí Majachkalá. Anzhí lo registró en la liga como ciudadano de Chad.
Hizo su debut para el equipo principal del Anzhí Majachkalá el 20 de septiembre de 2017 en un partido de la Copa de Rusia contra el FC Luch-Energiya Vladivostok.
El 14 de diciembre de 2017 su contrato fue disuelto por consentimiento mutuo.

## Selección nacional
En enero de 2014 el entrenador Sewnet Bishaw lo invitó a formar parte del equipo de Etiopía para el Campeonato Africano de Naciones 2014. El equipo fue eliminado en las etapas de grupos después de perder ante Congo, Libia y Ghana.